# Barbara Sleepless
 (août 2025).
Motif : Absence de sources
- Archive Wikiwix
- Bing
- Cairn
- DuckDuckGo
- E. Universalis
- Gallica
- Google
- G. Books
- G. News
- G. Scholar
- Persée
- Qwant
- (zh) Baidu
- (ru) Yandex
- (wd) trouver des œuvres sur Wikidata

| 1. | Préciser le motif de la pose du bandeau. | Précisez le motif de la pose du bandeau en utilisant la syntaxe suivante : {{admissibilité à vérifier\|date=août 2025\|motif=remplacez ce texte par le motif}}                         |
| 2. | Informer les utilisateurs concernés.     | Pensez à avertir le créateur de l'article, par exemple, en insérant le code ci-dessous sur sa page de discussion : {{subst:avertissement admissibilité à vérifier\|Barbara Sleepless}} |

Barbara Sleepless est une série de bande dessinée belge humoristique de Zidrou au scénario et Olivier Wozniak au dessin.

## Synopsis
Barbara Sleepless est une sportive, elle présente tous les matins à la télévision l'émission « Gym Feeze ». Malheureusement pour elle, Barbara est insomniaque et ce n'est pas facile de maintenir quand soi-même on est très fatigué.

## Personnages
- Barbara, l'héroïne de la série sportive et présentatrice télé. Elle est mariée.
- Mme Piquette, est une sans-logis, elle aussi n'arrive pas à dormir la nuit.
- Bogdan, il est la patron d'un magasin qui vend de l'alcool.

## Publication

### Albums
La série n'a jamais été publiée en album.

### Revues
La série a été publiée dans le journal Spirou entre 1996 et 1997.